# Jonathan Lemalu
Jonathan Fa'afetai Lemalu ONZM (Dunedin, 1976) és un cantant d'òpera baríton baix neozelandès.

## Biografia
Nascut de pares samoans que havien emigrat a Nova Zelanda, es va educar a Dunedin. El seu primer professor de cant va ser Honor McKellar, que va començar a ensenyar-li mentre assistia a l'escola secundària per a nois d'Otago. Va estudiar tant Dret com Música a la Universitat d'Otago, i es va graduar amb una Llicenciatura en Dret el 1999.
Lemalu va estudiar al Royal College of Music (RCM), on va guanyar la medalla d'or de la universitat el 2002. Aquest mateix any va guanyar el prestigiós premi Kathleen Ferrier, amb seu a Londres (anteriorment guanyat per Malvina Major el 1966). Va ser un artista de nova generació de la "BBC Radio 3" del 2002 al 2004. Va ser el guanyador el 2004 del premi de la "Royal Philharmonic Society" a l'artista jove de l'any. A la 52a edició dels premis Grammy, Lemalu va ser co-receptor del premi Grammy a la millor gravació d'òpera pel seu treball a Billy Budd de Benjamin Britten.
Va tornar a Nova Zelanda per actuar al Festival de les Arts de Nova Zelanda de 2012 a Wellington. Va interpretar el paper de Te Kumete a l'òpera Hōhepa de Jenny McLeod que explicava la història del presoner polític Hōhepa Te Umuroa. El 2013 va ser guardonat amb el "Senior Pacific Artist Award" als "Creative New Zealand Arts Pasifka Awards".
Lemalu va ser nomenat membre per el Royal College of Music (FRCM) el 2022 en reconeixement dels seus serveis a la música i al Col·legi.
L'esposa de Lemalu és una terapeuta familiar croata, Sandra Martinović. Viuen a Londres amb el seu fill Joshua i la seva filla Arabella. Actualment és professor d'Estudis Vocals a la Guildhall School of Music and Drama.

## Honors i premis
- 1997 Beca Dame Sister Mary Leo.
- 1998 Nova Zelanda Mobil Song Quest.
- 1999 Concurs d'Ària Operística McDonald's d'Austràlia a l'Òpera de Sydney.
- 2000 Inaugural Concurs Internacional de Cantant Llangollen 2000.
- Premi Recital RCM Graziella Sciutti.
- Premi d'oratori RCM Keith Faulkner.
- 2000 LASMO Staffa Singers Prize.
- Premi Bruce Millar/Gulliver per a joves cantants d'òpera (Glasgow).
- Guanyador general de la Royal Over-Seas League Competition (i Royal Over-Seas League Singers Prize i Overseas Award).
- Premi Richard Tauber per a cantants (Wigmore Hall).
- Concert FM Broadcasting Artist of the Year (NZ).
- L'any 2000 va rebre el RCM Queen Elizabeth The Queen Mother Rosebowl (presentat per SAR el Príncep Carles) i el NFMS Alfreda Hodgson Prize.
- Reina Isabel la Reina Mare erudita.
- President Emerita Scholar, Leverhulme Trust Scholar, Tillet Trust Scholar i Singers Academy Scholar al RCM.
- BBC Radio 3 New Generation Artist 2002-2004
- Premi Grammy al millor solista d'enregistrament d'òpera a Britten: Billy Budd a la 52a edició dels premis Grammy anuals 2010
- 2022: nomenat oficial de l'Ordre del Mèrit de Nova Zelanda, per als serveis a l'òpera, en els honors de l'aniversari de la reina i del jubileu de platí de 2022.[11]